# Middle Class Rut
Middle Class Rut ist eine US-amerikanische Alternative-Rock-Band, die 2006 in Sacramento, Kalifornien gegründet wurde.

## Geschichte
Zack Lopez und Seam Stockham gründeten Mitte der 1990er Jahre die Band Leisure. Das Line-Up der Band wechselte sehr oft und trotz Interessebekundung einiger großer Label und Produzenten wurde die Band Anfang der 2000er Jahre aufgelöst.
2006 gründeten Lopez und Stockham eine neue Band, Middle Class Rut, die jedoch nur aus ihnen beiden besteht. Middle Class Rut tourte schon seit 2007, vor der Veröffentlichung ihres ersten Albums, durch die Vereinigten Staaten. Ende 2007 kam außerdem die erste Single New Low heraus. Das Lied ist bis heute das bekannteste von Middle Class Rut und sorgte auch damals für Aufmerksamkeit. So wurde es Lied des Jahres 2008 der lokalen Radiostation KWOD. Anschließend veröffentlichte die Band mehrere EPs. Somit lenkten sie die Aufmerksamkeiten von New Musical Express, Kerrang! und BBC Radio 1 auf sich. 2009 und 2010 traten Middle Class Rut für Social Distortion, Alice in Chains, Queens of the Stone Age und Them Crooked Vultures als Vorband auf.
Am 5. Oktober 2010 erschien ihr erstes Studioalbum No Name No Color in den Vereinigten Staaten, die Veröffentlichung in Großbritannien folgte am 22. November. Das Album enthält zahlreiche der zuvor schon auf EPs erschienenen Songs. Es folgten mehrere Touren als Headliner und Vorband.
Am 16. April 2013 wurde das Musikvideo zu Aunt Betty auf Loudwire vorgestellt. Am 28. Juni folgte die Veröffentlichung des Albums Pick Up Your Head.
Im Jahr 2017 veröffentlichte Middle Class Rut das Album Strangler Days, das hauptsächlich unveröffentlichte Lieder aus den vergangenen Jahre enthält. 2018 folgte die Veröffentlichung des neuen Studioalbums Gutters.

## Diskografie

### Studioalben
- 2010: No Name No Color (Bright Antenna)
- 2013: Pick Up Your Head (Bright Antenna)
- 2018: Gutters

### EPs
- 2008: Middle Class Rut: Blue EP (Eigenvertrieb)
- 2008: Middle Class Rut: Red EP (Eigenvertrieb)
- 2008: Busy Bein' Born/All Walks of Life (Bright Antenna)
- 2009: Busy Bein' Born/Start to Run (Bright Antenna)
- 2009: 25 Years (Bright Antenna)
- 2011: Hurricane (Bright Antenna)

### Kompilationen
- 2017: Strangler Days

### Singles
| Titel                 | Jahr | Album             |
| --------------------- | ---- | ----------------- |
| All Walks of Life     | 2008 | auf keinem Album  |
| I Guess You Could Say | 2009 | auf keinem Album  |
| New Low               | 2010 | No Name No Color  |
| Busy Bein' Born       | 2011 | No Name No Color  |
| Are You on Your Way   | 2012 | No Name No Color  |
| Aunt Betty            | 2013 | Pick Up Your Head |
| Dead Eye              | 2013 | Pick Up Your Head |